# Samuel Thysell
Nils Samuel Thysell, född 7 januari 1877 i Lomma socken, död 30 juli 1958 i Norrköping, var en svensk präst.
Samuel Thysell var son till folkskolläraren Johannes Thysell och Dorotea Helena Maria Gärtner. Efter mogenhetsexamen i Malmö 1897 studerade han vid Lunds universitet, blev filosofie kandidat 1899 samt avlade teologisk examen och prästvigdes 1902. Thysell var gruvpredikant i Billesholm och Bjuv 1902–1906 och innehade därefter olika prästerliga tjänster i Stockholm 1907–1923 samt var arbetsledare i Stockholms centrala diakonområde 1916–1923. År 1923 blev han kyrkoherde i Matteus församling i Norrköping. Han erhöll prosttitel 1946 och blev emeritus 1951. Thysells verksamhet var av stor betydelse som uttryck för kyrkans sociala intresse. Utom i stadsmissionen var han verksam inom Förbundet för Kristet Samhällsliv, där han 1918–1943 var sekreterare och 1943–1949 ordförande. Han var redaktör för tidskriften Kristet samhällsliv 1920–1943. Sin uppfattning om kristendomens sociala uppgift framlade han bland annat i skrifterna Jesu evangelium och samhället (1924) och Kristendomen och arbetarrörelsen (1928). En redovisning för de strävanden, som Thysell företrädde, finns bland annat i det av Thysell redigerade Kristendom och samhällsliv (1949). Han försökte särskilt från kristen utgångspunkt utveckla idén om så kallade funktionella äganderätten, som innebär, att den enskildes fria förfogande över egendom kan etiskt motiveras endast i den mån den befrämjar en god och ansvarsmedveten brukning med nästans och samhällets bästa som yttersta mål. Samuel Thysell är begravd på Matteus begravningsplats i Norrköping.